# Bund demokratischer Sozialisten (Thüringen)
Der Bund demokratischer Sozialisten (BdS) war eine politische Organisation, die 1945 im Raum Thüringen unmittelbar nach der Besetzung durch US-amerikanische Truppen aktiv war. Der BdS war de facto ein Zusammenschluss ehemaliger Mitglieder und Funktionäre der SPD und kann insofern als erster Schritt einer regionalen Reorganisation dieser Partei angesehen werden (→ SPD Thüringen). Er zeichnete sich allerdings durch einige darüber hinausgehende programmatische und konzeptionelle Besonderheiten aus.

## Entwicklung und Programmatik

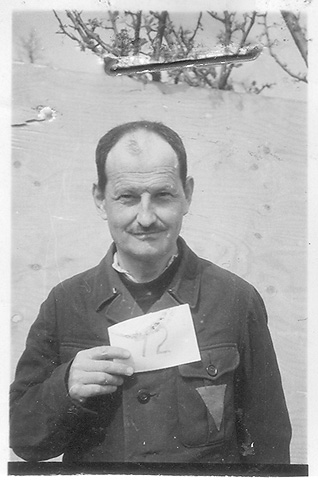
Benedikt Kautsky, unmittelbar nach seiner Befreiung 1945, Foto der U.S. Army

Der BdS wurde am 8. Juli 1945 in Weimar auf einer von etwa 250 Teilnehmern besuchten Landeskonferenz gegründet. Dieses Datum markiert gleichwohl kaum mehr als die formale Legalisierung einer schon bestehenden Organisation, die unter diesem Namen bereits zuvor aufgetreten war. So hatte sich schon am 1. Juni in Erfurt eine Ortsgruppe des BdS konstituiert, die gezielt unter ehemaligen Sozialdemokraten Mitglieder warb.
Die faktische Gründung des BdS fand bereits Mitte April 1945 im wenige Tage zuvor befreiten KZ Buchenwald statt. Den Kern der Organisation bildete eine Gruppe deutscher und österreichischer Sozialdemokraten um Hermann Brill (1895–1959) und Benedikt Kautsky (1894–1960), die sich einer am 13. April von Brill vorgelegten programmatischen Plattform (dem Manifest der demokratischen Sozialisten des ehemaligen Konzentrationslagers Buchenwald) anschlossen. Die kleine Gruppe – im Augenblick der Befreiung des Lagers befanden sich nur 31 deutsche Sozialdemokraten (gegenüber 796 deutschen Kommunisten) vor Ort – genoss rasch das Vertrauen der Amerikaner, die neben Brill mehrere Personen aus diesem Kreis mit zentralen Verwaltungsaufgaben betrauten, angefangen bei Fritz Behr (1881–1974), der am 1. Mai zum Oberbürgermeister Weimars ernannt wurde.
Als Leiter und Sprecher des BdS agierte Hermann Brill, der seine Organisation anfänglich als legitime Nachfolgerin – aber nicht einfache Wiedergründung – der SPD und provisorische Etappe auf dem Weg zu einer Einheitspartei der politischen Linken darstellte. Am 3. Juli beschrieb sich der BdS auf einer Veranstaltung in Weimar als „tatsächliche[r] und rechtliche[r] Nachfolger der früheren Sozialdemokratischen Partei Deutschlands“ – obwohl sich bereits drei Wochen zuvor in Berlin ein neuer Zentralausschuss der SPD konstituiert hatte. Neben der offen angemeldeten gesamtdeutschen Ambition ist vor allem die zwischen April und Juli vom BdS verfolgte agitatorische Linie bemerkenswert. Brill, 1933 letzter SPD-Fraktionschef im thüringischen Landtag und danach einige Zeit im Umfeld von Neu Beginnen unterwegs, wurde in diesen Monaten – ohne dass dies der anhaltenden „Wertschätzung seiner Person bei wichtigen US-Offizieren“ geschadet hätte – mit einer „ultrarevolutionären“ Rhetorik auffällig, der jede unmittelbar praktische Perspektive fehlte und die ganz offenbar darauf abgestellt war, durch Störfeuer von „links“ die Reorganisation der KPD zu verlangsamen. Bereits in seinem Manifest der demokratischen Sozialisten hatte Brill die sofortige Errichtung einer „Volksrepublik“ und den sozialistischen Umbau der Wirtschaft gefordert.
In den folgenden Wochen erklärte er wiederholt öffentlich, dass die „Ära der Sozialdemokratie beendet“ sei und eine Epoche „permanenter sozialer Revolution“ begonnen habe. Die „Herrschaft des Finanzkapitals, die imperialistische Tendenz dieser Herrschaft“ – derlei sei bereits „vollkommen vernichtet“. Deshalb sei „die Verwirklichung des Sozialismus nicht eine Frage des Zukunftsstaates, sondern die unmittelbare Gegenwartsaufgabe“ der deutschen Linken. Brill bewies damit zumindest ein gewisses Gespür für die Stimmung vieler der aus der Illegalität hervortretenden Aktivisten der Arbeiterbewegung – insbesondere der sich vielerorts in Antifa-Ausschüssen bzw. Antifa-Komitees (vgl. Antifa-Ausschuss) sammelnden KPD-Anhänger, von denen nicht wenige ausgesprochen irritiert auf die spätestens mit dem Aufruf des ZK der KPD vom 11. Juni deutlich werdende „rechte“ Linie der Parteiführung reagierten. Nichtsdestotrotz war die Mehrheit der KPD-Kader in Buchenwald, aus deren Mitte nach der Befreiung eine provisorische Bezirksleitung für Thüringen hervorging, bereits im April nicht gewillt, sich Brills Auffassungen anzuschließen; in einer Resolution vom 22. April brachte das „Parteiaktiv der KP Buchenwald“ zum Ausdruck, dass „die Situation in Deutschland noch nicht reif ist zur unmittelbaren Durchführung des Sozialismus“, zentrale Aufgabe sei stattdessen die „Massenmobilisierung aller Antifaschisten auf der Grundlage des Nationalkomitees 'Freies Deutschland'.“ Brill trat schon im April und noch einmal im Juli an thüringische KPD-Vertreter mit dem Vorschlag heran, eine sozialistische Einheitspartei aufzubauen, wurde aber – wie angesichts der einander ausschließenden Einschätzungen der unmittelbaren politischen Perspektiven nicht anders zu erwarten – „förmlich zurückgewiesen“. Am 9. Juli erklärte sich die Bezirksleitung der KPD lediglich zu einem Aktionseinheitsabkommen im Sinne der Berliner Übereinkunft der Führungen von KPD und SPD vom 19. Juni bereit.
Nach dem Besatzungswechsel von der neuen sowjetischen Militäradministration zunächst noch im Amt bestätigt, wurde Brills Position Mitte Juli innerhalb weniger Tage unhaltbar. Am 16. Juli wurde er als Regierungspräsident abgelöst, am 24. Juli forderte ihn Generalmajor Kolesnitschenko auf, das Manifest der demokratischen Sozialisten als programmatische Plattform fallen zu lassen und den BdS dem Berliner Zentralausschuss der SPD zu unterstellen. Da Brill dem nicht sofort Folge leistete, wurde er – nach eigenen Angaben – am 4. August „verhaftet“; dabei habe man ihm gedroht, ihn durch „ein Kriegsgericht“ aburteilen zu lassen, wenn er damit fortfahre, „die Verwirklichung des Sozialismus als eine Gegenwartsforderung zu propagieren.“ Am 6. August eröffnete Brill dem Landesvorstand, dass die SMATh die Bezeichnung Bund demokratischer Sozialisten verboten habe, „so dass wir uns SPD nennen müssen.“ Das Manifest der demokratischen Sozialisten sei hinfällig, fortan habe man als Landesverband der SPD zu agieren. Unmittelbar danach meldete sich Brill krank und zog sich für vier Wochen nach Masserberg zurück.
War Brill bis zu diesem Zeitpunkt als entschiedener Verfechter der organisatorischen Verschmelzung von Kommunisten und Sozialdemokraten aufgetreten, so agierte er in der Folge – als die KPD im Herbst begann, diese Vereinigung aus einer Position der Stärke heraus ihrerseits anzustreben – als erbitterter Gegner einer solchen Perspektive. Das absehbare Scheitern vor Augen, legte er am 28. Dezember 1945 den Landesvorsitz der SPD nieder und verließ Thüringen, um in Berlin als Berater für die amerikanische Militärregierung zu arbeiten.